# Albert Costa
Albert Costa (25 de junho de 1975, Lérida) é um ex-tenista profissional espanhol, que alcançou a 6ª colocação do ranking mundial em 22 de julho de 2002. Era habituado a vencer nas quadras de saibro, sua especialidade, como comprovam seus 12 títulos conquistados, 3 dos quais em Kitzbühel, na Áustria (1995/1998/1999).
Um dos pontos altos da sua carreira foi a conquista do Torneio de Roland-Garros de 2002, uma das maiores zebras do torneio, quando ganhou do compatriota Juan Carlos Ferrero na final por 6-1, 6-0, 4-6 e 6-3. Além disso, foi campeão da Copa Davis de 2000. Onde, com ajuda dos seus compatriotas Alex Corretja e Juan Carlos Ferrero, levou a Espanha à vitória desse prestigiado torneio. Albert Costa também foi campeão do Masters de Hamburgo de 1998, quando venceu o também espanhol Alex Corretja na final. Contudo, esteve em outras duas decisões de torneios Masters Séries, tendo perdido ainda em 1998 a final de Roma para o chileno Marcelo Ríos, e em 1996 em Monte Carlo para o austríaco Thomas Muster.

## Titulos

### Grand Slam finais

#### Simples: 1 (1-0)
| Posição | Ano  | Campeonato       | Piso   | Oponente na final   | Placar da final    |
| Campeão | 2002 | Aberto da França | Saibro | Juan Carlos Ferrero | 6–1, 6–0, 4–6, 6–3 |

### Masters Series finais

#### Singles: 3 (1-2)
| Posição | Ano  | Campeonato  | Piso   | Oponente na final | Placar da final         |
| Vice    | 1996 | Monte Carlo | Saibro | Thomas Muster     | 6–3, 5–7, 4–6, 6–3, 6–2 |
| Vice    | 1998 | Roma        | Saibro | Marcelo Ríos      | W.O.                    |
| Campeão | 1998 | Hamburgo    | Saibro | Àlex Corretja     | 6–2, 6–0, 1–0, ret.     |

### Simples
Vitórias (12)
| Legenda (Simples)           |
| Grand Slam (1)              |
| Tennis Masters Cup (0)      |
| ATP Masters Series (1)      |
| ATP Championship Series (2) |
| ATP Tour (8)                |

| N.  | Data             | Torneio                         | Piso   | Oponente na final   | Placar da final            |
| 1.  | 6 Agosto 1995    | Kitzbühel, Austria              | Saibro | Thomas Muster       | 4–6, 6–4, 7–6(3), 2–6, 6–4 |
| 2.  | 14 Julho 1996    | Gstaad, Suíça                   | Saibro | Félix Mantilla      | 4–6, 7–6(2), 6–1, 6–0      |
| 3.  | 11 Agosto 1996   | San Marino, San Marino          | Saibro | Félix Mantilla      | 7–6(7), 6–3                |
| 4.  | 15 Setembro 1996 | Bournemouth, Reino Unido        | Saibro | Marc-Kevin Goellner | 6–7(4), 6–2, 6–2           |
| 5.  | 20 Abril 1997    | Barcelona, Espanha              | Saibro | Albert Portas       | 7–5, 6–4, 6–4              |
| 6.  | 14 Setembro 1997 | Marbella, Espanha               | Saibro | Alberto Berasategui | 6–3, 6–2                   |
| 7.  | 10 Maio 1998     | Hamburgo, Alemanha              | Saibro | Àlex Corretja       | 6–2, 6–0, 1–0 ret.         |
| 8.  | 1 Agosto 1998    | Kitzbühel, Austria              | Saibro | Andrea Gaudenzi     | 6–2, 1–6, 6–2, 3–6, 6–1    |
| 9.  | 11 Abril 1999    | Estoril, Portugal               | Saibro | Todd Martin         | 7–6(4), 2–6, 6–3           |
| 10. | 11 Julho 1999    | Gstaad, Suíça                   | Saibro | Nicolás Lapentti    | 7–6(4), 6–3, 6–4           |
| 11. | 2 Agosto 1999    | Kitzbühel, Austria              | Saibro | Fernando Vicente    | 7–5, 6–2, 6–7(5), 7–6(4)   |
| 12. | 11 Junho 2002    | Aberto da França, Paris, França | Saibro | Juan Carlos Ferrero | 6–1, 6–0, 4–6, 6–3         |